# Jednota
Jednota, w podtytule: Pismo religijno-społeczne poświęcone polskiemu ewangelicyzmowi i ekumenii – ekumeniczne czasopismo wydawane przez Konsystorz Kościoła Ewangelicko-Reformowanego, w którym prezentowane są  artykuły, wywiady, reportaże i wiadomości z życia mniejszości wyznaniowych, kazania, modlitwy, felietony i recenzje. Ukazuje się z przerwami od 1926 roku. 
W 2014 roku czasopismo miało nakład 500 egzemplarzy. W 1993 roku „Jednota” została uznana przez Ministerstwo Kultury i Sztuki za czasopismo niskonakładowe o specjalnych walorach dla kultury polskiej, a w 1999 roku otrzymała medal „Zasłużony dla krzewienia idei tolerancji”, przyznany przez Fundację „Tolerancja”.
Magazyn redagowała od 2012 do czerwca 2025 Ewa Jóźwiak, a od lipca 2025 Kazimierz Bem. Na łamach czasopisma publikowali regularnie m.in. Jerzy Karol Kurnatowski, Paweł Hulka-Laskowski, Karol Karski, Dorota Niewieczerzał, Leon Rygier, Ewa Jóźwiak, Kazimierz Bem i inni.

## Redaktorzy naczelni „Jednoty”
- 1926–1936 – ks. Stefan Skierski
- 1937–1939 – ks. Ludwik Zaunar
- 1957–1969 – ks. Jan Niewieczerzał
- 1969–1993 – ks. Bogdan Tranda
- 1994–1995 – Barbara Stahl
- 1995–1997 – ks. Jerzy Stahl
- 1998–2001 – Monika Kwiecień
- 2002–2004 – Krzysztof Dorosz
- 2004–2005 – Dorota Koman
- 2005–2007 – ks. Lech Tranda
- 2007–2011 – Krzysztof Urban
- 2012–2025 – ks. Ewa Jóźwiak
- od 2025 – ks. Kazimierz Bem